# Anthony Bennett
Anthony Harris Bennett (Toronto, 14 de março de 1993) é um basquetebolista profissional canadense que atualmente joga pelo Agua Caliente Clippers, disputando a NBA G League. Bennett começou jogando como ala na UNLV e foi a primeira escolha no draft da NBA de 2013 selecionado pelo Cleveland Cavaliers. É considerado uma das piores escolhas da história do draft.

## Estatísticas na carreira

### NBA

#### Temporada regular
| Ano      | Equipe                 | PJ  | PT | MPJ  | AP    | 3P    | LL    | RT  | AS  | BR  | TO  | PPJ |
| -------- | ---------------------- | --- | -- | ---- | ----- | ----- | ----- | --- | --- | --- | --- | --- |
| 2013–14  | Cleveland Cavaliers    | 52  | 0  | 12,8 | 0,356 | 0,245 | 0,638 | 3,0 | 0,3 | 0,4 | 0,2 | 4,2 |
| 2014–15  | Minnesota Timberwolves | 57  | 3  | 15,7 | 0,421 | 0,304 | 0,641 | 3,8 | 0,8 | 0,5 | 0,3 | 5,2 |
| 2015–16  | Toronto Raptors        | 19  | 0  | 4,4  | 0,296 | 0,214 | 0,900 | 1,2 | 0   | 0,3 | 0   | 1,5 |
| 2016–17  | Brooklyn Nets          | 23  | 1  | 11,5 | 0,413 | 0,271 | 0,722 | 3,4 | 0,5 | 0,2 | 0,1 | 5,0 |
| Carreira | Carreira               | 151 | 4  | 12,6 | 0,392 | 0,261 | 0,670 | 3,1 | 0,5 | 0,4 | 0,2 | 4,4 |

### EuroLeague
| Ano      | Equipe     | PJ | PT | MPJ | AP    | 3P    | LL | RT  | AS  | BR  | TO  | PPJ |
| -------- | ---------- | -- | -- | --- | ----- | ----- | -- | --- | --- | --- | --- | --- |
| 2016–17  | Fenerbahçe | 10 | 4  | 6,3 | 0,263 | 0,182 | 0  | 0,9 | 0,2 | 0,3 | 0,1 | 1,2 |
| Carreira | Carreira   | 10 | 4  | 6,3 | 0,263 | 0,182 | 0  | 0,9 | 0,2 | 0,3 | 0,1 | 1,2 |